# Live In Montreux (álbum de Toto)

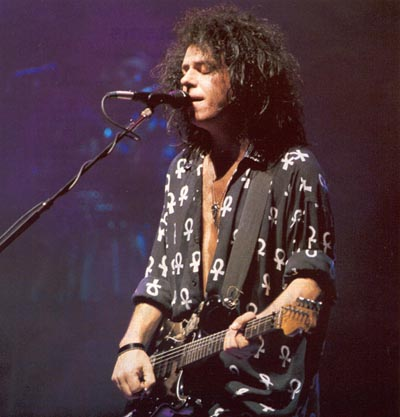
Lukather como vocalista y guitarrista

Live In Montreux es un disco en vivo por la banda de Rock Toto, grabado el 5 de julio en el Festival de Jazz de Montreux en 1991.Este fue el último concierto que realizó la banda con Jeff Porcaro antes de su muerte, a pesar de que es una rareza no carece del buen sonido y es parecido al del álbum Kingdom of Desire. La única canción que fue oficial es On The Run  que fue lanzado en el álbum Toto XX en 1998.

## Pistas
- 1.) Intro
- 2.) On the run (Steve Lukather, David Paich, Fee Waybill)
- 3.) Kingdom of desire (Danny Kortchmar)
- 4.) I´ll be over you (Steve Lukather, Randy Goodrum)
- 5.) Africa (David Paich, Jeff Porcaro)
- 6.) Jake to the bone (David Pacih, Jeff Porcaro, Steve Lukather, Mike Porcaro
- 7.) Red House (Jimmy Hendrix)
- 8.) Band-Introduction
- 9.) Rosanna (David Pacih)
- 10.) Hold the line (David Paich)
- 11.) Wanna take you higher

## Personal
- Steve Lukather: Guitarras, Voz
- Jeff Porcaro: Batería
- David Paich: Teclados, Voz
- Mike Porcaro: Bajo

## Personal adicional
- Cris Trujillo: Percusión
- Fred White: Coros
- Jackie McGhee: coros
- Jenny Douglas: coros
- John James: coros
- Grabado y Mezclado por Dirk Schubert